# Dallos Sándor
Dallos Sándor (Győrszentmárton, 1901. október 31. – Budapest, Józsefváros, 1964. március 10.) József Attila-díjas (1953) magyar író, újságíró, forgatókönyvíró.

## Életpályája
Dallos Sándor főapátsági számvevőségi írnok és Csermák Jolán fia. Iskoláit Komáromban és Győrben végezte. 1925-től a Magyarság és az Új Magyarság című lapok újságírójaként dolgozott a fővárosban. 1926–1932 között a Napkelet folyóirat munkatársa. Az 1930-as években tűnt fel szépirodalmi műveivel. 1945–1949 között a Hírlapnál dolgozott. 1949–1953 között a Magyar Nemzet, 1952–1955 között a Hunnia Filmgyár munkatársa volt.
Felesége Hoffmann Rózsa volt, Hoffmann Vilmos és Löwinger Terézia lánya, akit 1933. március 5-én Budapesten vett nőül.

## Munkássága
Legnagyobb élménye a szegénység. Elbeszélései, regényei gyakran viszik az olvasót a munkanélküliek, a csavargók világába. Stílusa szuggesztív, bár művészete nem mindig mentes a naturalizmustól és a misztikától.
Regényeken és elbeszéléseken kívül számos filmforgatókönyvet is írt. Legfontosabb alkotása e műfajban a Szabó Pál regényéből készült Talpalatnyi föld, valamint a Semmelweis című film, amelyért József Attila-díjat kapott.
Munkácsy Mihály kétkötetes, regényes életrajza (A nap szerelmese, Aranyecset) első ízben 1957–1958-ban jelent meg. Ez a regény egyszersmind Dallos Sándor legnépszerűbb és legjelentősebb alkotása.

## Művei

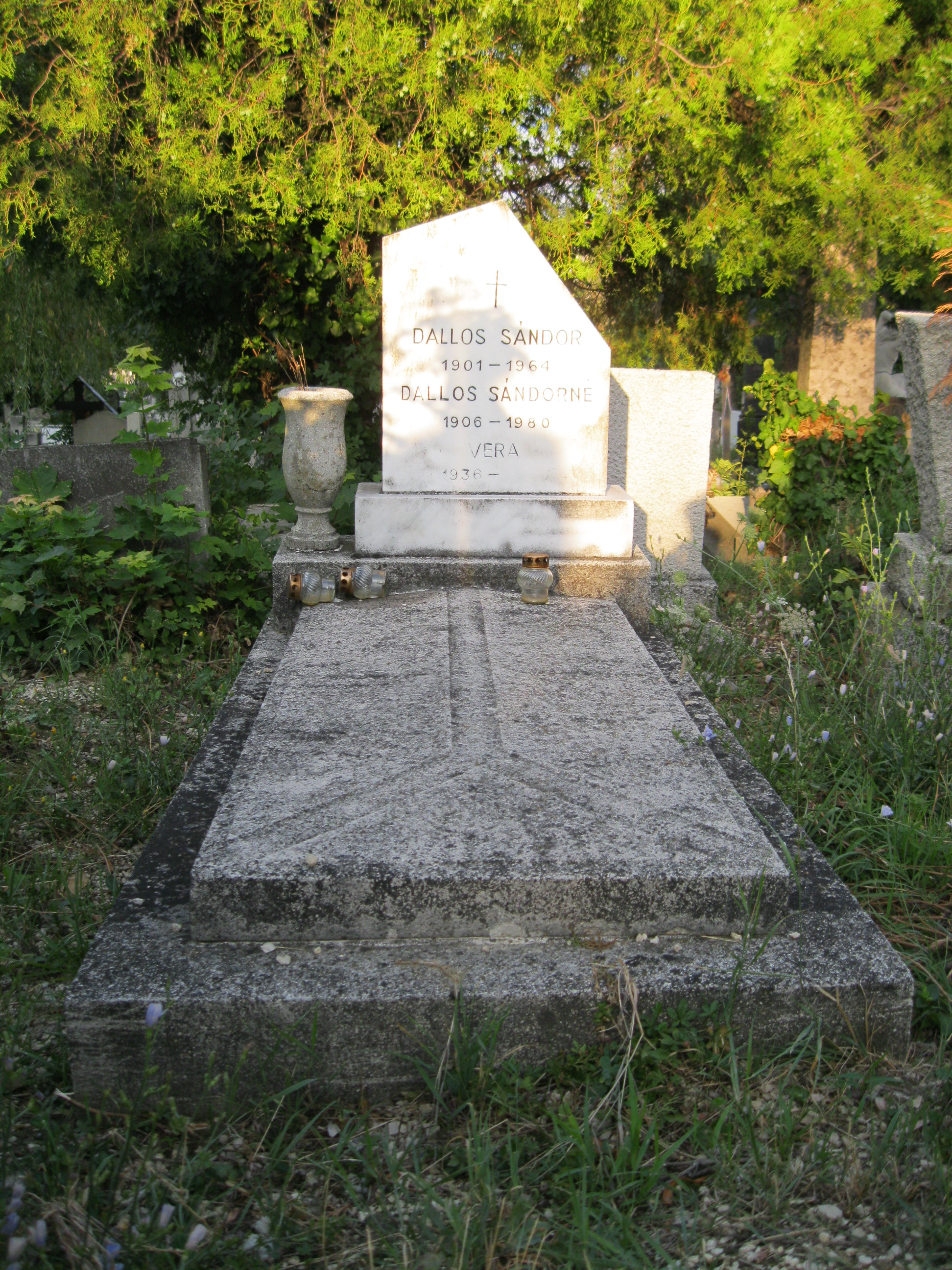
Sírja a Farkasréti temetőben (44/6-2-6).

- Gomblyukban piros virág (regény, 1931)
- Mint kóbor kutyák (elbeszélés, 1935)
- Dunántúli legendás könyv (1937)
- Az ember nyomában (önéletrajzi regény, 1938)
- A vándor elindul (regény, 1938)
- Mezei mirákulum (novellák, 1940)
- A fehér ménes (elbeszélés, 1940)
- Nagy János megadja magát (regény, 1942)
- Szerető fia, Péter (forgatókönyv, 1942)
- A hegyek lánya (forgatókönyv, 1942)
- Keresztúton (forgatókönyv, 1942)
- A Benedek-ház (forgatókönyv, 1944)
- Talpalatnyi föld (forgatókönyv, 1948)
- Semmelweis (forgatókönyv, 1952)
- A nap szerelmese (Munkácsy Mihály életrajzi regénye, 1958)
- Aranyecset (Munkácsy Mihály életrajzi regénye, 1958)
- Déli szél (elbeszélés, 1960)
- Támadás a Szellő utcában (elbeszélés, 1975)
- Élet az ecetfák alatt (elbeszélés, 1981)
- Sátorom az ég (elbeszélés, 1986)
- A tölgyek megindulnak; Primula, Budapest, 2006